# المدخل الی تعلم المکالمه العربیه
المدخل الی تعلم المکالمه العربیه کتابی از محمد الحیدری و علی الحیدری است که در سال ۱۳۷۷ منتشر و در مراسم کتاب سال جمهوری اسلامی ایران به‌عنوان کتاب برگزیده معرفی شد.